# Liste der brasilianischen Botschafter in Georgien
Die Botschaft befindet sich in Chanturia 6 in Tiflis.
| Ernannt       | Name                             | Bemerkungen                                     | ernannt von               | akkreditiert während der Regierung von | Posten verlassen |
| ------------- | -------------------------------- | ----------------------------------------------- | ------------------------- | -------------------------------------- | ---------------- |
| 7. Aug. 1997  | Thereza Maria Machado Quintella  | Amtssitz in Moskau                              | Fernando Henrique Cardoso | Nikoloz Lekishvili                     |                  |
| 24. Juli 2001 | Jose Viegas Filio                | Amtssitz in Moskau                              | Fernando Henrique Cardoso | Awtandil Dschorbenadse                 |                  |
| 23. Juli 2004 | Carlos Augusto Rego Santos Neves | Amtssitz in Moskau                              | Luiz Inácio Lula da Silva | Surab Noghaideli                       |                  |
| 22. Apr. 2008 | Carlos Antonio da Rocha Paranhos | Amtssitz in Moskau                              | Luiz Inácio Lula da Silva | Lado Gurgenidse                        | 4. Juni 2010     |
| 2. Juni 2011  | Carlos Alberto Lopes Asfora      | Mensagem Senado Federal 45 de 2011;18. Mai 2011 | Dilma Rousseff            | Nika Gilauri                           |                  |